# Olaf Paltian
Olaf Paltian (* 21. September 1952 in Berlin) ist ein ehemaliger deutscher Radsportler und nationaler Meister im Radsport.

## Sportliche Laufbahn
Paltian startete für den RC Charlottenburg. Sein erster größerer Erfolg war ein Etappensieg in der Bayern-Rundfahrt 1973. Ein Jahr später wurde er bereits Deutscher Meister im Mannschaftszeitfahren mit seinen Teamkameraden Algis Oleknavicius, Michael Becker und Rainer Podlesch. Auch das Rennen Rund in Berlin konnte er für sich entscheiden. 1975 wurde er Vizemeister im Mannschaftszeitfahren und gehörte er zum Aufgebot des Bundes Deutscher Radfahrer (BDR) für die Internationale Friedensfahrt, die er auf Platz 28 beendete. 1976 und 1978 wurde er erneut Deutscher Meister mit der Mannschaft. Bei den Olympischen Sommerspielen in Montreal wurde er im deutschen Vierer eingesetzt, der denkbar knapp den vierten Rang belegte. Ganze 15 Sekunden trennten das Team von der Bronzemedaille. Beim Grand Prix Wilhelm Tell in der Schweiz konnte er zwei Etappen gewinnen. 1977 reichte es erneut zur Silbermedaille mit dem Straßenvierer bei der nationalen Meisterschaft. Im Einzelrennen der UCI-Weltmeisterschaft schied er dagegen aus. 1978 konnte er die Etappenfahrt von Neuwied für sich entscheiden. Ein Jahr später gewann er gemeinsam mit Peter Schär die Südschwarzwald-Rundfahrt und holte erneut Bronze mit der Mannschaft bei der Deutschen Meisterschaft. Die Rheinland-Pfalz-Rundfahrt 1979 beendete er mit einem Etappensieg auf Platz vier. 1981 konnte er mit Platz drei eine Podiumsplatzierung bei Straßenrennen um die Deutsche Meisterschaft erringen. 1984 beendete er seine Laufbahn.